# Pompílio Pereira Bento
Pompílio Pereira Bento (Estreito, 1 de novembro de 1892 — 19 de maio de 1981) foi um político brasileiro.
Filho de Firmino Pereira Bento e de Maria Carolina Bento. Casou com Clara Seara Bento e tiveram filhos.
Foi presidente do Partido Liberal Catarinense.
Foi comandante da Revolução de 1930 no sul de Santa Catarina.
Foi deputado à Assembleia Legislativa de Santa Catarina na 1ª legislatura (1935 — 1937), eleito pelo Partido Liberal Catarinense.
Foi prefeito de Laguna, eleito indiretamente pela Câmara de Vereadores após renúncia do titular Paulo Carneiro, de 15 de fevereiro de 1965 a 31 de janeiro de 1966. Na ocasião estava filiado ao Partido Democrático Social (PDS).